# Arma Blanca
Arma Blanca est un groupe de hip-hop espagnol, originaire d'Elda, en Province d'Alicante. Il est composé de DJ Joaking (Joaquín Soria Sanchiz, DJ et MC occasionnel), Dash (Javier Aracil Romero, MC) et Madnass (Manuel Amores González, MC) ; Lom-c (Omar Silvestre Rico, MC) arrive plus tard.

## Biographie
Pendant un certain temps, le groupe enregistre quelques chansons qui ne seront jamais écoutées hors d'Alicante. Ce n'est qu'en 2003 qu'ils se popularisent à l'échelle nationale grâce à une démo intitulée La Misión. Ils commencent une tournée avec le groupe espagnol Magnatiz et, en particulier, avec Nach sur son album Poesía Difusa. En 2004 le groupe sort son premier EP intitulé Reflexión bajo un flexo. Ils signent ensuite au label Boa Music, et publient leur premier LP R-Evolución la même année, qui fait notamment participer Nach, Dlux, LaOdysea, Dogme Crew et Chavez.
En mai 2007, ils publient leur album Autodidactas qui fait participer Nach, All Day Green, Abram et Legendario. Par la suite, les membres du groupe empruntent des chemins différents. Après trois ans d'inactivité, le 25 janvier 2010, Arma Blanca lance une chanson intitulée Mienten incluse sur l'album Titanes de Wildtrack. En mars 2015, le groupe annonce sa participation à un clip de Nach.

## Discographie
- 2003 : La Misión (démo)[4]
- 2003 : Reflexión bajo un flexo (EP)[4]
- 2004 : R-Evolución (LP)[4]
- 2007 : Autodidactas (LP)[4]